# Blå Tåget (musikgrupp)
Blå Tåget är ett svenskt proggband. Gruppen hette ursprungligen Tjalles Horizont för att sedan bli Gorillaorkestern,  Sound of music, och från 1969 Gunder Hägg. I januari 1972 tvingades gruppen byta namn till Blå Tåget, på grund av en namnstrid med friidrottaren Gunder Hägg.
Mest känd av deras låtar är troligtvis "Den ena handen vet vad den andra gör", som Ebba Grön gjorde en coverversion på med namnet "Staten & kapitalet" (vilket även var vad låten kallades internt inom Blå Tåget på 1970-talet).

## Historia

### Tidiga år, olika namn
Gruppens ursprung kan härledas från att Leif Nylén, Torkel Rasmusson, Tore Berger och Mats G. Bengtsson brukade träffas i Tore Bergers ateljé kring 1967 för att spela ihop. Efter ett tag anslöt sig även improvisationsmusikern Roland Keijser och Göran von Matérn.
Gruppens första egentliga framträdande skedde på vernissagen av Andy Warhol-utställningen på Moderna Museet i Stockholm i februari 1968. Tjalles Horizont, som bandet kallade sig för kvällen, hade fått tillåtelse att spela i en av huvudattraktionen Pärson Sounds pauser. Bandet hade för denna enda spelning förstärkts av pianisten Torsten Ekbom. Snart bytte bandet namn till Gorillaorkestern.
Under våren 1968 åkte gruppen, som nu kallade sig för Sound of Music, på en miniturné till Lunds och Göteborgs Konsthall, nu med Leif Nyléns fru Elisabet Nylén på violoncell. Torkel Rasmusson hade komponerat en vinjettmelodi som hette Come to where the flavour is / come to Sound of Music och de framförde låtar som Teddy Bear Baby, Vetekatten och Låt mig få leva.
I maj 1968 anslöt sig Urban Yman och Kjell Westling och gruppen började transformeras från att ha varit en anarkistisk experiment-popgrupp till att bli en av grupperna inom vänsterrörelsen med politiskt medvetna texter. I och med detta bytte gruppen namn till Gunder Hägg. 
Till hälften finansierad med Tore Bergers pengar gav Gunder Hägg 1969 ut sin första LP, Tigerkaka. Det var på det nybildade skivbolaget Music NetWork (MNW) i Vaxholm, som var föregångaren till Musiknätet Waxholm. Merparten av materialet till skivan hade skapats till en radiopjäs som handlade om Saltsjöbadsavtalet. Med materialet från den nya skivan drog de ut på sin första riktiga turné och i juni 1970 deltog de exempelvis på den första festen på Gärdet. Samma år kom LP:n Vargatider och 1971 LP:n Glassfabriken. 

### Blå Tågets 1970-tal
1972 bytte gruppen namn till Blå Tåget och spelade samma år in dubbel-LP:n Brustna hjärtans hotell. 1974 kom LP:n Slowfox, varefter gruppen plötsligt upplöstes. Under perioden 1968 till 1974 hade då bandet spelat något så när regelbundet ihop. Göran von Matérn och Roland Keijser hade lämnat gruppen efter ett tag medan Carl Johan De Geer hade anslutit sig. 
Under några år under andra hälften av 70-talet spelade Nylén, Rasmusson och Berger tillsammans i gruppen Stockholm Norra. Gruppen gav ut en LP och singeln "Vad önskar du dig för nånting i julklapp?", vars baksida var "Den nyaste regeringen".

### Senare år
I början av 1980-talet samlades man till en serie konserter som resulterade i liveskivan Blå Tåget på Fågel Blå. Tio år senare genomförde man en konsert på Vågen i Göteborg, i samband med Göteborgs Filmfestival. Sedan hände just ingenting förrän 1996, då en rad spelningar på Mosebacke väckte tanken på att göra en skiva igen. Det fanns ett tiotal nyskrivna låtar och fler kom till innan det blev dags att ännu en gång gå in i MNW-studion i Vaxholm. 1999 släpptes comebackskivan Moderna material och samma år spelade bandet på Hultsfredsfestivalen.

## Medlemmar
- Mats G. Bengtsson (1944–2005) – klaviatur
- Torkel Rasmusson (född 1941) – sång, munspel
- Tore Berger (född 1938) – sång, klarinett
- Urban Yman (1939–2020) – bas, fiol
- Leif Nylén (1939–2016) – trummor
- Kjell Westling (1942–2010) – blåsinstrument, gitarr, fiol
- Carl Johan De Geer (född 1938) – trombon, sång, 1970-1974, 1982, 1999
- Göran von Matérn (1941–2002) – gitarr på Tigerkaka
- Roland Keijser (1944–2019) – flöjt, saxofon 1967-1972

## Diskografi

### Studioalbum
- 1969 – Tigerkaka (som Gunder Hägg)
- 1970 – Vargatider (som Gunder Hägg)
- 1971 – Glassfabriken (som Gunder Hägg)
- 1972 – Brustna hjärtans hotell
- 1974 – Slowfox
- 1999 – Moderna material
- 2004 – I tidens rififi

### Livealbum
- 1982 – Blå Tåget på Fågel Blå

### Samlingsalbum
- 1988 – 1969-1974
- 2005 – Inget är längesen 1969–2004

### Singlar
- 1999 - Blå Tåget & The Hellacopters (split-7" med The Hellacopters. Blå Tåget medverkar med låten "Den ena handen vet vad den andra gör", Hasans vänner mot våld och rasism)

### Medverkan på samlingsskivor
- 1972 – I ditt liv ("I Hagalund", MNW)
- 1979 – Musiknätet Vaxolm 10 år ("Uppå landet", MNW)
- 1980 – Tonkraft 1972-1974 ("I hajars djupa vatten", Tonkraft)
- 1989 – Proggen slår till ("Den ena handen vet vad den andra gör", MNW)
- 1989 – Kyssar från MNW 1969-1989 ("Den ena handen vet vad den andra gör", MNW)
- 1993 – Progghits! ("Den ena handen vet vad den andra gör", MNW)
- 1994 – Kick Off: svensk rock 1970-1994 ("Den ena handen vet vad den andra gör", MNW)
- 1996 – Populärmusikens historia 1 ("Den ena handen vet vad den andra gör", MNW)
- 1999 – Gränslösa 99 ("Gamla Miss Ellen", Hasans vänner mot våld och rasism)
- 2000 – Volym #1 ("Den ena handen vet vad den andra gör", MNW)
- 2000 – Progghits ("Den ena handen vet vad den andra gör", MNW)
- 2003 – Proggklassiker ("Den ena handen vet vad den andra gör", MNW)
- 2007 – Proggen ("I Hagalund" och "På väg till koppargruvan", MNW)
- 2010 – För full hals ("Den ena handen vet vad den andra gör" och "Hälsa Gud", MNW)